# Пинъу
Пинъу́ (кит. упр. 平武, пиньинь Píngwǔ) — уезд городского округа Мяньян провинции Сычуань (КНР).

## История
В существовавшем в эпоху Троецарствия царстве Шу в 229 году был создан уезд Гуанъу (广武县). При империи Западная Цзинь уезд Гуанъу был переименован в Пинъу.
В 1935 году через территорию уезда прошли войска Красной армии, совершавшие Великий поход.
В 1950 году в провинции Сычуань был образован Специальный район Цзяньгэ (剑阁专区), и уезд вошёл в его состав. В 1952 году Специальный район Цзяньгэ был переименован в Специальный район Гуанъюань (广元专区). В 1953 году Специальный район Гуанъюань был расформирован, и уезд перешёл в состав Специального района Мяньян (绵阳专区). В 1970 году Специальный район Мяньян был преобразован в Округ Мяньян (绵阳地区). В 1985 году округ Мяньян был преобразован в городской округ Мяньян.

## Биология
В уезде зафиксировано присутствие эндемика китайская или Сычуаньская соня. 

## Административное деление
Уезд Пинъу делится на 9 посёлков, 3 волости и 13 национальных волостей.